# Tomas O'Crohan
Tomas O'Crohan, in gaelico irlandese Tomás Ó Criomhthain, (Grande Blasket, 12 dicembre 1856 – Grande Blasket, 7 marzo 1937) è stato uno scrittore irlandese di lingua irlandese.

## Biografia
Tomas aveva quattro sorelle: Maura, Kate, Eileen e Nora, e un fratello, Pats. Ottenne un'istruzione discontinua dai 10 ai 18 anni, nei periodi in cui un insegnante della terraferma si stabiliva temporaneamente nell'isola, siccome gli insegnanti erano solitamente donne giovani che ritornavano nel continente quando ricevevano proposte di matrimonio. Svolse l'attività di pescatore e, in parte, di agricoltore. Si sposò con Máire Ní Chatháin nel 1878. Ebbero dieci figli, ma molti morirono prima dell'età adulta. Uno dei figli, Sean, scrisse un libro, Lá dar Saol (Un giorno della nostra vita), sul tema dell'emigrazione degli ultimi abitanti delle Isole Blasket verso la terraferma e l'America, quando le isole vennero abbandonate definitivamente negli anni '40 e '50 del '900.
Cominciò a scrivere la sua vita in lettere diarie dal 1918 al 1923, sotto il continuo incoraggiamento da parte di Brian Ó Ceallaigh di Killarney. Egli riuscì a vincere la riluttanza iniziale di O'Crohan mostrandogli opere di Maksim Gor'kij e Pierre Loti che descrivevano la vita di contadini e pescatori, convincendolo così dell'interesse e del valore di un tale progetto. Una volta persuaso, O'Crohan mandò ad Ó Ceallaigh una serie di lettere giornaliere per cinque anni, dunque di fatto un diario, che Ó Cheallaig inoltrò allo studioso e scrittore Pádraig "An Seabhac" Ó Siochfhradha, il quale si occupò della redazione e della pubblicazione del diario che uscì alle stampe nel 1928 con il titolo Allagar na h-Inise (Colloquio incrociato dell'isola). Ó Ceallaig poi convinse O'Crohan a scrivere la storia della propria vita, che ultimò nel 1923, e che venne pubblicata nel 1929 con il titolo An t-Oileánach (L'isolano), che sarebbe diventata l'opera più conosciuta dell'autore. Questi due libri sono tuttora considerati tra i migliori classici della letteratura in lingua irlandese; e raffigurano il modo di vivere, oggi perduto, dell'Irlanda tradizionale.

## Opere

### In irlandese
- Allagar na hInise, ISBN 1-85791-131-8
- Allagar 11, Coiscéim 1999, Pubblicato da Pádraig Ua Maoileoin
- An tOileánach, Cló Talbóid 2002, ISBN 0-86167-956-3
- Stair na mBlascaodaí, beag agus mór[1]

### Traduzioni in inglese
- Island cross-Talk: Page from a Diary, traduzione di Tim Enright; Oxford University Press, 1987; ISBN 0-19-212252-5
- The Islandman, traduzione di Robin Flower; Oxford, Clarendon Press, 1951; ISBN 0-19-815202-7
- The Islander, traduzione di Garry Bannister e David Sowby; Gill & MacMillan, 2013; ISBN 0-71-715794-6

## Galleria d'immagini

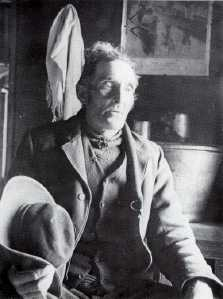
Tomas O'Crohan
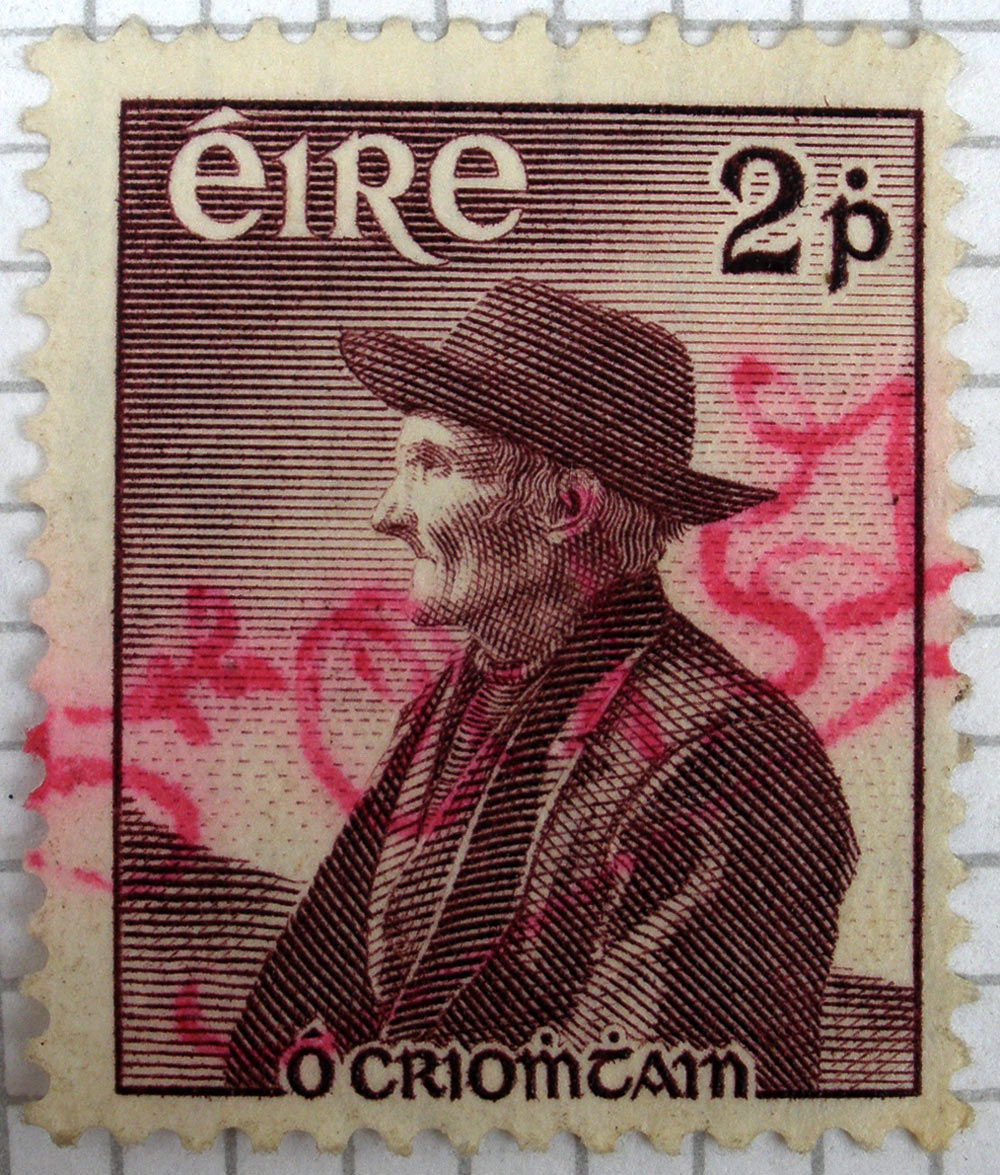
Lo scrittore in un francobollo irlandese del 1957, commemorativo del centenario della nascita
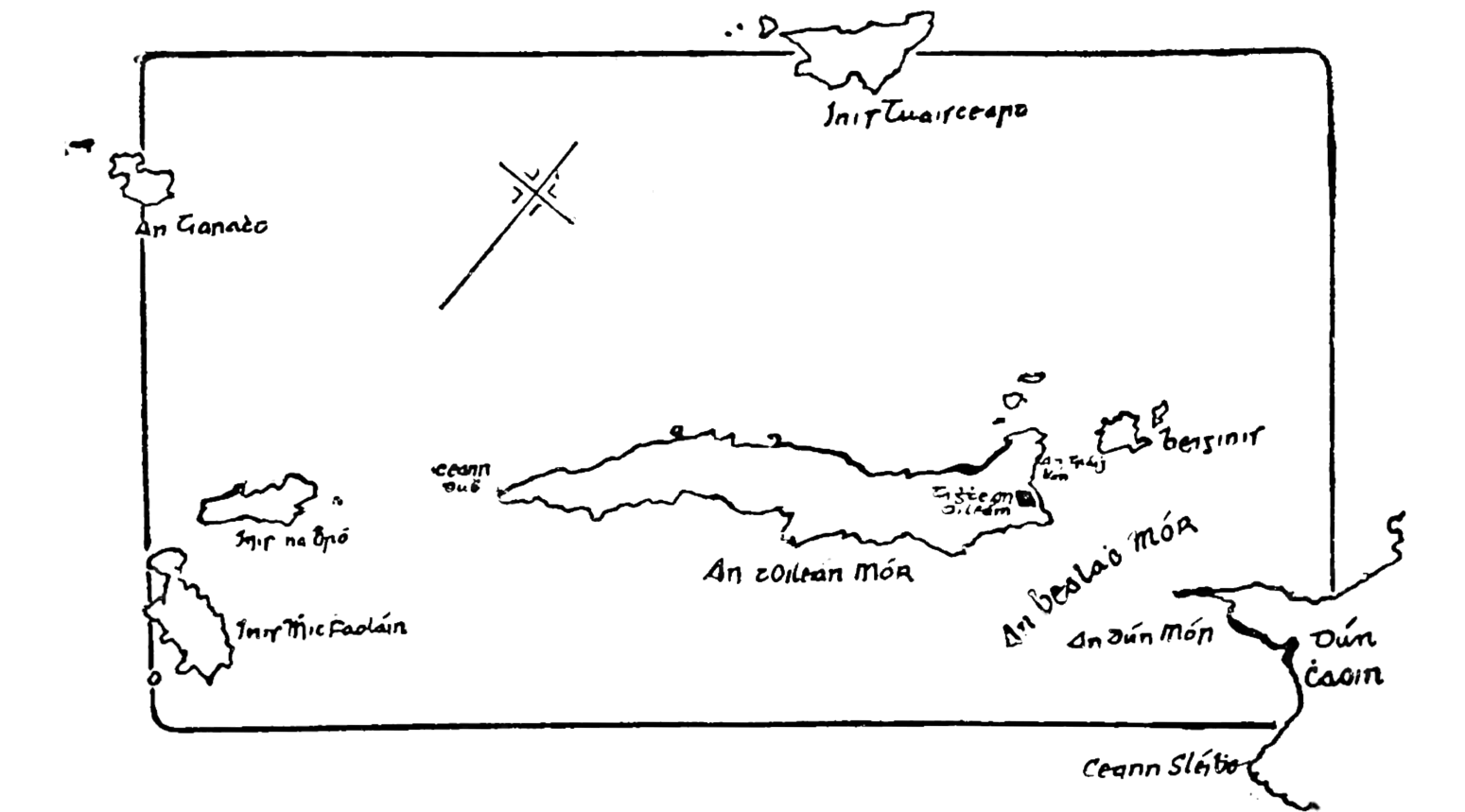
Mappa delle Isole Blasket, disegnata dallo scrittore
- Copertina dell'opera An t-Oileánach (The Islandman/L'isolano)